# FC Poesele
FC Poesele is een Belgische voetbalclub uit Poesele. De club is aangesloten bij de KBVB onder het stamnummer 9165 en heeft als clubkleuren rood en groen. Naast een eerste elftal treedt de club ook met enkele reserve-elftallen en een 20-tal jeugdploegen in competitie.

## Geschiedenis
De club werd opgericht in 1982 en ging van start in het Katholiek Vlaams Sportverbond (KKVS), een amateurvoetbalbond. In 1988 behaalde men daar een titel en promoveerde Poesele naar de Overgangsklasse. Men speelde daar een seizoen, maar in 1989 besloot men de overstap te maken naar de KBVB. Bij de Belgische Voetbalbond kreeg men stamnummer 9165 en men ging er van start in de provinciale reeksen op het laagste niveau, Vierde Provinciale.
FC Poesele bleef er de volgende jaren in Vierde en Derde Provinciale spelen. Op het einde van het seizoen 2016-2017 beschikte het over een ticket om deel te nemen aan de eindronde om over te gaan naar Tweede Provinciale, welk uiteindelijk ook zou gebeuren voor het eerst in de geschiedenis van de club.
De terreinen werden jarenlang prachtig onderhouden door toegewijd clubicoon en bestuurslid Noël Vanlerberghe. Vandaag de dag kan Noël echter iets meer op zijn lauweren rusten, aangezien FC Poesele overgeschakeld is op kunstgras.